# おちまさと
おち まさと（1965年12月23日 - ）は、日本のプロデューサーで以前はテレビ放送作家。本名、越智 真人。

## 略歴
20歳の時に『天才・たけしの元気が出るテレビ!!』（日本テレビ）の企画「放送作家予備校」オーディションに合格。番組の総合演出だったテリー伊藤に師事し、放送作家デビュー。1992年9月頃からスタッフクレジット表記を漢字から平仮名表記に変更した。30歳から企画・演出・プロデュースも手掛けるようになり、数多くの人気番組を担当した（当時Kmaxに所属、その後独立）。その他、雑誌・インターネットサイト上での連載、本の執筆、作詞、またテレビ・ラジオ・イベントなどのMCを始め企業・学校などでの講演活動も展開。
30代後半からはインターネットサイト、CD、DVD、書籍、企業ブランディングや広告などの企画・演出・製作を始め、ファッション業界とのコラボレーションや様々なジャンルにおける広範なプロデュース業を行う。
最近ではホノルルマラソンをはじめ、数々のマラソン大会に出場中。
厚生労働省イクメンプロジェクト推進メンバー、経済産業省「平成24年度クール・ジャパン戦略推進事業」第三者審査委員会委員、「企業マッチンググランプリ」総合プロデュースも務める。

## 人物
2008年8月8日、タレントでモデルの河辺千恵子と結婚。妻は21歳下で、結婚当時21歳だった。2009年4月1日にグランドハイアット東京で挙式を、4月4日にFENDI表参道店で披露宴を行なった。2010年5月21日に第1子女児が誕生したが、2015年11月21日に離婚を発表。長女の親権はおちが持つ。
2019年7月26日、自身のブログにて平成に結婚し、令和に男児が誕生したと明かした。妻は初婚で24歳の一般女性だという。
2021年3月に母が他界。奇しくも数年前に亡くなった父と同じ89歳だった。

## 代表作

### テレビ
＜構成＞
- 天才・たけしの元気が出るテレビ!!（日本テレビ）
- ビートたけしのお笑いウルトラクイズ（日本テレビ）※「フリフリ越智」名義の回あり
- とんねるずの生でダラダラいかせて!!（日本テレビ）※そーたに、都築浩らと共に途中降板
- 浅草橋ヤング洋品店（テレビ東京）
- 進め!電波少年（日本テレビ）※途中から参加
- ウッチャンナンチャンのウリナリ!!（日本テレビ）
- それいけ!!ココロジー（よみうりテレビ）
- たけし・所のドラキュラが狙ってる（毎日放送）
- ウッチャンナンチャンの炎のチャレンジャーこれができたら100万円!!（テレビ朝日）
- チャンネル99（テレビ朝日）
- リングの魂（テレビ朝日）
- 学校へ行こう!（TBS）
- ガチンコ!（TBS）
- USO!?ジャパン（TBS）
- 爆笑問題のバク天!（TBS）
- 北野ファンクラブ（フジテレビ）※そーたにと共に途中降板
- 香取慎吾の特上!天声慎吾（日本テレビ）※途中降板
- 内村プロデュース（テレビ朝日）※企画構成・番組末期は監修
- 新橋ミュージックホール（よみうりテレビ）

など
＜企画＞
- 桑田佳祐の音楽寅さん 〜MUSIC TIGER〜（シーズン1、フジテレビ）
- 木梨サイクル → 木梨ガイド（フジテレビ）
- プレゼンタイガー（フジテレビ）
- 三宅裕司のドシロウト（山口放送）

など
＜企画・演出・プロデュース＞
- 東京恋人（フジテレビ）
- 仕立屋工場（フジテレビ）
- 百萬男（フジテレビ）
- 24人の加藤あい（TBS）
- 自分電視台 〜Self Produce TV〜（フジテレビ）
- 00セレブ（フジテレビ）
- カリスマスク（テレビ朝日）
- グータン（関西テレビ）
- 空飛ぶグータン（関西テレビ）
- ダメイク（GyaO）
- 幸せのナンバーネイル（GyaO）
- 即席恋人（ Bee Tv ）
- ゆず電視台（フジテレビ）
- 藤原紀香の1ボトル（関西テレビ）
- ガチコン（ Bee Tv ）
- 冠慶太（VISION CAST）

など

### テレビ出演番組
- サンデージャポン（TBS）
- 情熱大陸（毎日放送）
- ラジかるッ（日本テレビ）
- ソクラテスの人事（NHK）
- 宇宙でイチバン逢いたい人（日本テレビ）
- 有吉ジャポン（TBS）

など

#### 脚本
- 世にも奇妙な物語シリーズ（フジテレビ）
  - 1999年 秋の特別編「逆男」、2000年 春の特別編「銃男」、2000年 秋の特別編「断定男」
- ラブとエロス（1998年、TBS）
- 天国に一番近い男（1999年・2000年・2001年、TBS）

など

### 作詞
- 中島美嘉「Helpless Rain」
- TOKIO「カンパイ!!」
- 桜塚やっくん「1000%SOざくね?」
- ボイジャー feat.大空大地「ウルトラマンX」

など

### DVD
- NIGO 8TV25ch
- 小沢一郎総理（仮）への50の質問
- VMO ラフズ!vol.00

など

### 書籍
- 『企画の教科書』（NHK出版）
- 『企画火山』（NHK出版）
- 『初対面の教科書』（NHK出版）
- 『時間の教科書』（NHK出版）
- 『鉄板病』（NHK出版）
- 『イケてる面接術』（NHK出版）
- 『社長の腹』（扶桑社）
- 『会議質』（ダイヤモンド社）
- 『大スキル!』（翔泳社）
- 『1日100本のヘビースモーカーがどうやってタバコをやめたのか』（ソニー・マガジンズ）
- 『おちまさとの交渉術』（ぶんか社）
- 『キャラッ8』（幻冬舎）
- 『どうしても、すぐ変わりたい人のための「自分プロデュース」術』（PHP研究）
- 『日本経済これができなきゃ即沈没!』（メディアファクトリー）
- 『小沢一郎総理（仮）への50の質問』（扶桑社）
- 『舛添要一・39の毒舌』（扶桑社）
- 『20歳のための20年後会議』（共著・東国原英夫／NHK出版）
- 『相手に9割しゃべらせる質問術』（PHP新書）
- 『「気づく」技術』（ダイヤモンド社）
- 『絶望世代に告ぐ－おちまさとプロデュース ビジネスの教科書』（朝日新聞出版）
- 『25歳からのひとりコングロマリットという働き方』（共著・本田直之／大和書房）
- 『フラットに生きる50の指針』（ベストセラーズ）
- 『ありがとうの約束』(PHP研究所)
- 『とっさのひと言で心に刺さるコメント術』（PHP新書）
- 『100の仕事も同時に回る ダブルブッキング時間術』（ソフトバンク新書）
- 『99%の人が見逃しているチャンスのつかみ方』（ロングセラーズ ）
- 『ランニング・プランニング―走ればアイデアがあふれだす』（NHK出版 ）
- 『引き出す力』（総合法令出版)
- 『その働き方ムダですよ~コスパを高める仕事術~』（宣伝会議）
- 『お金になる「頭の使い方」』（PHPビジネス新書）
- 『逆算力 ~成功したけりゃ人生の〆切を決めろ~』（共著・高岡 浩三／日経BP社）
- 『無駄に怒られない社会のツボ』（大和書房 ）
- 『人の話は9割聞くな～「情報遮断力」が強い自分をつくる』（徳間書店）

など

### 雑誌
- おきなわとおちまさと（沖縄スタイル）
- 御本人チケットぴあ（ぴあ）
- REスペクツ!（REBOOT）
- 社長の腹（SPA!）
- HAND MAN（NUMRO）
- 右腕の女（GQ）
- 偉人伝心（イーキャリア）
- デアイデア（ポケディア）
- お見合い写真（SENSE）
- 日本イクメン委員会（FQ JAPAN）
- 逆転満塁サラリーマン（週刊朝日）

など

## プロデュース活動
- 『経済産業省クールジャパンマッチンググランプリ』2012年～2014年、総合プロデューサー
- 『イクメン・オブ・ザ・イヤー』2011年～2014年、実行委員長 兼 総合プロデューサー
- 『ベストチーム・オブ・ザ・イヤー』2012年～2014年、総合プロデューサー
- 『眠り of the year 2012』総合プロデューサー及び西川産業CBO（チーフブランディングオフィサー）。『東京西川』の「AIR」新CM発表会にも参加。
- Tカード連動型街づくりソーシャルゲーム、「Tの世界」を総合プロデュース。2012年5月7日、TSUTAYA TOKYO ROPPONGIにてプレス発表会を行う。
- 2011年 ペットショップジョーカー主催の東日本大震災被災ペット支援イベント「TOKYO DOG JACK」で総合プロデュースを務めた。洋服を着たワンちゃんが一ヶ所に集まるギネス記録を更新した。
- 2011年 不動産会社 株式会社ヴェリタス・インベストメントが経営するマンション「PREMIUM CUBE不動前」を一棟をプロデュース。
- 「ヘヤギメ!」株式会社S-FITの賃貸不動産店舗のネーミング及びコンセプトプロデュースとロゴデザインをプロデュース。
- 2009年“ハローキティ×ファッション”をコンセプトに「クラッシュハローキティプロジェクト」を期間限定で展開。世界的な人気を誇るキャラクターのハローキティと様々なアパレルブランドとのコラボレーションを実現した。「おちまさと」と「サンリオ」と「丸井」の共同プロジェクト。
- 2005年、NTTドコモで新ブランド「ダットエムオー」を立ち上げ、ファッションデザイナーのカスタムジャケットをリリース。A BATHING APE、mastermind JAPANなど世界規模のブランドも参加した。併せて「ダットエムオー」プロジェクトと連動させたテレビ番組『カリスマスク』(テレビ朝日)を担当。このブランドの旗艦店であった原宿の「ダットエムオーショップ」は2006年9月に閉店。
- イオンファンタジーが運営する、「東京こども区こどもの湯」の総合プロデュースを担当[8]。

## プロデュースしたアーティスト
- YeLLOW Generation
- SweetS